# Hjelmerstald
Hjelmerstald er en gade i Aalborg. Hjelmerstald er et af de ældste, bevarede kvarterer i Aalborg. 

## Etymologi
Gadens navn kommer af hjelmer, som betyder hest, og stald. Navnet er en henvisning til at området oprindeligt var opført til at huse byens heste. 

## Historie
Gaden er påbegyndt i midten af 1600-tallet, og blev i starten sammen med Møllegade (Aalborg) kaldet Skollums stald. Området blev hovedsageligt brugt som staldbygninger for det nærliggende Aalborghus slot. Der blev snart bygninger til beboelse, som der kan ses allerede ved opgørelse af områdets ejendomsskat i 1682. Med opførslen af beboelse fulgte også butikker, værksteder, og værtshuse. Gaden havde meget små huse, som også var af meget ringe kvalitet, med langt lavere boligpriser end andre dele af Aalborg. I slutningen af 1700-tallet blev soldater fra et nyoprettet garnisonsregiment flyttet til Hjelmerstald, samtidig med at den fattige befolkning blev boende.
Omkring 1900-tallet havde Hjelmerstald udviklet sig til et decideret arbejderkvarter, med et blakket ry, hvortil man kun kom, hvis man havde et ærinde der. 